# (8619) 1981 EH1
(8619) 1981 EH1 (1981 EH1, 1931 DA1, 1992 CA1) — астероїд головного поясу, відкритий 6 березня 1981 року.
Тіссеранів параметр щодо Юпітера — 3.182.